# Sennen no koi: Hikaru Genji monogatari
Pour plus de détails, voir Fiche technique et Distribution.
Sennen no koi: Hikaru Genji monogatari (千年の恋 ひかる源氏物語) est un film japonais réalisé par Tonkō Horikawa, sorti en 2001.

## Synopsis
Murasaki Shikibu perd son mari et se voit offrir de s'occuper de l'éducation des « épouses en devenir » du prince. Elle commence également à écrire Le Dit du Genji dont les histoires constituent le cœur du film.

## Fiche technique
- Titre : Sennen no koi: Hikaru Genji monogatari
- Titre original : 千年の恋 ひかる源氏物語
- Réalisation : Tonkō Horikawa
- Scénario : Akira Hayasaka d'après Le Dit du Genji de Murasaki Shikibu
- Musique : Isao Tomita
- Photographie : Tatsuo Suzuki
- Montage : Shin'ya Tadano
- Production : Hiroyoshi Koiwai et Rioko Tominaga
- Société de production : Asahi Broadcasting Corporation, Asahi shinbun, Dentsu Music and Entertainment, Marubeni, Nihon Shuppan Hanbai, TV Asahi, Toei Kyoto et Tokyo FM Broadcasting
- Pays :  Japon
- Genre : Biopic, drame, historique, film musical et romance
- Durée : 143 minutes
- Dates de sortie : 
  -  Japon : 15 décembre 2001

## Distribution
- Sayuri Yoshinaga : Murasaki Shikibu
- Yūki Amami : Hikaru Genji
- Tōru Kazama : Tō no Chūjō
- Morio Kazama : Jūjōtei
- Tsurutarō Kataoka : Eshi, le peintre
- Rino Katase : Ōkisaki
- Kyōko Kishida : Gen no Naishi no Suke
- Reiko Takashima : Fujitsubo no Chūgū / Kiritsubo no Kōi
- Keiko Takeshita : Dame Rokujo
- Naoto Takenaka : Akashi no Nyūdō
- Yasunori Danta : Fujiwara no Korenori
- Takako Tokiwa : Murasaki no Ue
- Shinobu Nakayama : Aoi no Ue
- Fumie Hosokawa : Akashi no Kimi
- Aki Maeda : Kataiko
- Seiko Matsuda : Ageha no Kimi
- Yōko Minamino : Oboro Zukuyo
- Tarō Yamamoto : Fujiwara no Koremitsu
- Ken Watanabe : Fujiwara no Michinaga / Fujiwara no Nobutaka
- Mitsuko Mori : Sei Shōnagon
- Isamu Ago
- Kazuyo Asari : Minamoto no Rinshi
- Satoshi Hashimoto
- Taeko Hattori
- Tadahiko Hirano
- Hirotarō Honda : Kiritsubotei
- Yuzuki Hoshino : Kataiko jeune
- Takeshi Katō : Udaijin, ministre
- Kozue Kobayashi
- Shigeru Kōyama : Fujiwara no Tametoki
- Takami Mizuhashi : Fujiwara no Shōshi
- Yūko Nishimaru : Tamakazura
- Junkichi Orimoto : Kakuzen Sōjō
- Mai Saito : Murasaki no Ue
- Yuriko Sakaki
- Yoshitaka Shimomoto
- Ichiro Shinjitsu : Hyōbukyō no Miya
- Emi Suzuki : Akikonomu Chūgū
- Machiko Washio : Suetsumuhana

## Distinctions
Le film a été nommé pour 12 Japan Academy Prizes et a remporté celui de la meilleure direction artistique. Il a également reçu le Blue Ribbon Award de la meilleure actrice pour Yūki Amami (conjointement avec ses performances dans les films Inugami et Rendan).